# Cinnamomum fitianum
Cinnamomum fitianum är en lagerväxtart som först beskrevs av Carl Daniel Friedrich Meisner, och fick sitt nu gällande namn av A. C. Smith. Cinnamomum fitianum ingår i släktet Cinnamomum och familjen lagerväxter. Inga underarter finns listade i Catalogue of Life.